# پیز کانفینال
پیز کانفینال (به لاتین: Piz Canfinal) یک کوه در سوئیس است که در کانتون گراوبوندن واقع شده‌است. پیز کانفینال ۲٬۸۱۲ متر بالاتر از سطح دریا واقع شده‌است.